# Rudolf Peierls
Sir Rudolf Ernst Peierls, (CBE FRS 5. juni 1907 – 19. september 1995) er en tysk-født britisk fysiker, der spillede en stor rolle i Tube Alloys-projektet, der var Storbritanniens atomvåbensprogram, og det efterfølgende Manhattan Project, der var de allieredes samlede atomvåbenprogram.
Hans nekrolog i Physics Today beskriver ham som "en stor spiller i dramaet om udbruddet af atomfysik i verden".
Han modtog en række hædersbevisninger, heriblandt Max Planck-medaljen, Copleymedaljen, Royal Medal og Lorentz-medaljen.